# استان نووسیبیرسک

استان نووسیبیرسک در نقشهٔ روسیه.

استان نووسیبیرسک (به روسی: Новосиби́рская о́бласть، تلفظ: نُوُسیبیرسکایا اُبلاست) یکی از واحدهای فدرالی روسیه است.

## جغرافیا
مرکز این استان شهر نووسیبیرسک، مساحت آن ۱۷۸٬۲۰۰ کیلومتر مربع و جمعیت آن ۲٬۶۹۲٬۲۵۱ نفر است (آمار ۲۰۰۲).
این استان در جنوب شرقی دشت سیبری غربی واقع شده و در کوهپایه‌های کوهستان سالایر در میان رودخانه‌های اُب و ایرتیش قرار گرفته‌است.